# Gabriel Magalhães
Gabriel dos Santos Magalhães (pronunție în portugheză [ɡabɾiˈɛw dus ˈsɐ̃tuz maɡaˈʎɐ̃js];  n. 19 decembrie 1997, São Paulo, Brazilia), cunoscut sub numele de Gabriel, este un fotbalist brazilian care joacă pe postul de fundaș central laArsenal în Premier League și la echipa națională a Braziliei.

## Cariera la cluburile de fotbal

### Avaí
Gabriel Magalhães s-a născut în districtul Pirituba din São Paulo. La vârsta de 13 ani, Gabriel și-a început cariera la Avaí, dar s-a întors la São Paulo după o săptămână din cauza dorului de casă. Cu toate acestea, și-a reconsiderat decizia și s-a întors la Avaí după două săptămâni, ajungând în cele din urmă să câștige primul său contract profesionist la vârsta de 16 ani  A continuat să facă parte din echipa care a câștigat promovarea în Brasileiro Série A în 2017. 

### Lille

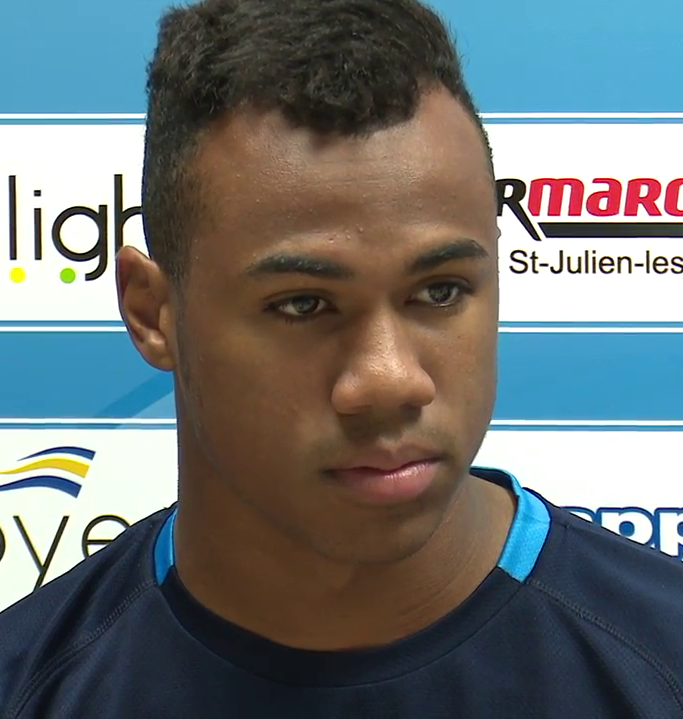
Gabriel cu Troyes în 2017

Pe 31 ianuarie 2017, Gabriel Magalhães s-a alăturat echipei din Ligue 1 Lille, semnând un contract de patru ani și jumătate. Când a sosit, Gabriel a învățat singur franceza și a continuat să-și susțină majoritatea interviurilor în limbă.  După ce a jucat mai multe meciuri pentru Lille II, a fost împrumutat la Troyes în Ligue 1,  înainte de a se alătura echipei croate Dinamo Zagreb, unde a făcut o singură apariție în ligă pentru echipa de seniori a fiecărui club. 
Gabriel s-a întors la Lille în 2018, începând primul său meci pe 10 februarie 2019 împotriva lui Guingamp, amenințat cu retrogradarea, într-o victorie cu 2-0. A continuat să facă 14 apariții pe parcursul sezonului, marcând primul său gol pentru Lille într-o victorie cu 5-1 împotriva lui Paris Saint-Germain pe 14 aprilie 2019. 
În sezonul următor, Gabriel a început să joace mai regulat, formând un parteneriat în apărare cu José Fonte. Gabriel a fost titular în toate cele șase meciuri din faza grupelor jucate de Lille în Liga Campionilor.  La 31 ianuarie 2020, și-a prelungit contractul cu Lille până în 2023. 
Antrenorul de la Lille, Christophe Galtier, a vorbit despre răbdarea fundașului, spunând: „Am văzut că are un potențial mare și că a putut profita de prima ocazie pe care a primit-o. Îi era foame să joace și, în timp ce își aștepta timpul, a muncit mult. Este un exemplu de urmat pentru alți tineri. Este un fel de inteligență să te comporți așa. Cât de des în zilele noastre vezi jucători care nu lucrează dacă nu sunt în echipă?" 

### Arsenal
La 1 septembrie 2020, Arsenal a anunțat semnarea lui Gabriel Magalhães cu un contract pe termen lung.  Interesul pentru brazilian a fost ridicat, cu mai multe cluburi dispuse să plătească suma cerută de Lille.   Gabriel s-a alăturat pentru o sumă care a ajuns la 27 de milioane de lire sterline după suplimente. 

#### Sezonul 2020-21
Pe 12 septembrie, în prima etapă a sezonului, Gabriel și-a făcut debutul pentru Arsenal, marcând al doilea gol într-o victorie cu 3-0 împotriva lui Fulham pe Craven Cottage.  După performanța sa în victoria cu 2-1 a lui Arsenal împotriva lui West Ham United pe 19 septembrie 2020, Gabriel a fost decernat jucătorul lunii de la Arsenal în septembrie.  A câștigat din nou premiul în octombrie, după ce a jucat în cinci dintre cele șase meciuri ale lui Arsenal din această lună.  Antrenorul lui Arsenal, Mikel Arteta, a apreciat primele performanțe ale lui Gabriel, spunând că „l-ați mutat din Franța aici la o vârstă fragedă, fără a vorbi limba, pentru a se adapta și la un nou mod de a juca... [dar] a făcut-o. foarte repede și dă dovadă de o mentalitate grozavă.” 
În ciuda formei slabe a lui Arsenal la sfârșitul anului 2020, Gabriel a primit cel de-al treilea  premiu pentru  jucătorul lunii în decembrie, după performanțele sale în victoria lui Arsenal cu 1-0 împotriva lui Manchester United pe 1 noiembrie și remiza cu 0-0 împotriva lui Leeds United pe 22 noiembrie.  Pe 29 noiembrie, Gabriel a marcat primul său gol pe Emirates într-o înfrângere cu 2-1 în fața lui Wolverhampton Wanderers.  Gabriel a primit primul său cartonaș roșu la Arsenal pe 16 decembrie, într-un meci acasă împotriva lui Southampton, după ce a primit două cartonașe galbene în doar cinci minute pentru faulturi asupra lui Ché Adams și Theo Walcott. 

#### Sezonul 2021-22
Gabriel a jucat în toate, cu excepția a trei, meciurile lui Arsenal în Premier League.  A marcat primul său gol al sezonului într-o victorie cu 2-0 la Leicester City pe 30 octombrie 2021. 
La 1 ianuarie 2022, a fost eliminat în a doua jumătate a meciului de acasă al lui Arsenal împotriva lui Manchester City, atunci când scorul se afla la egalitate 1–1. Cu Arsenal în zece oameni, Rodri a marcat golul victoriei a lui City pentru a face 2–1. 
A marcat singurul gol al meciului, când Arsenal a învins Wolverhampton Wanderers pe stadionul Molineux pe 10 februarie  și, de asemenea, a obținut golul victoriei cu 2-1 împotriva lui West Ham pe Stadionul Olimpic din Londra pe 1 mai.  Gabriel a încheiat sezonul cu cinci goluri în Premier League. 

#### Sezonul 2022-23
Gabriel a marcat golul victoriei împotriva lui Fulham în Premier League pe 27 august 2022. A făcut o greșeală care i-a permis lui Aleksandar Mitrović să deschidă scorul, dar golul său din minutul 86 i-a oferit lui Arsenal toate cele trei puncte într-o victorie cu 2-1.  
Pe 21 octombrie 2022, Arsenal a anunțat că Gabriel a semnat un nou contract pe termen lung cu clubul. 
A marcat singurul gol al meciului, când Arsenal a învins Chelsea pe Stamford Bridge în noiembrie.  Pe 12 martie 2023, a marcat din nou împotriva lui Fulham, îndreptând primul gol al lui Arsenal în victoria cu 3-0 pe Craven Cottage. Acesta a fost al treilea gol în patru meciuri împotriva lui Cottagers.  

#### Sezonul 2023-24
Gabriel a marcat primul său gol din sezonul 2023-2024 într-o remiză 1-1 cu Liverpool pe Anfield. 

## Cariera internaționala
Gabriel Magalhães a reprezentat Brazilia la sub 20 de ani la Campionatul Sud-American U-20 din 2017.   La 14 noiembrie 2020, și-a făcut debutul internațional cu naționala sub 23 de ani a Braziliei, într-o victorie cu 3-1 în fața Coreei de Sud sub 23 într-un amical.   La 17 iunie 2021, a fost chemat în echipa pentru Jocurile Olimpice de vară din 2020, dar a fost forțat să se retragă din cauza unei accidentări la genunchi pe 6 iulie.  
În august 2023, Gabriel a primit prima convocare la echipa națională a Braziliei de către antrenorul interimar Fernando Diniz, pentru două meciuri de calificare la Cupa Mondială FIFA 2026 împotriva Boliviei și Republicii Peru.   Pe 12 octombrie 2023, Gabriel a marcat primul său gol pentru Brazilia într-o remiză 1–1 împotriva Venezuelei, în timpul acelorași calificări la Cupa Mondială. 

## Viața personală
În septembrie 2021, Gabriel și-a anunțat logodna cu iubita sa Gabrielle Figueiredo.  Cuplul s-a căsătorit în iunie 2023. Primul lor copil, pe nume Maya, s-a născut în aprilie 2022. 

## Palmares
Dinamo Zagreb
- Prva HNL: 2017–18 [46]
- Cupa Croației: 2017–18 [47]

Arsenal
- FA Community Shield: 2023 [48]